# Agrionoptera insignis
Agrionoptera insignis – gatunek ważki z rodziny ważkowatych (Libellulidae).